# Canal Hartel
Pour les articles homonymes, voir Hartel.
Le canal Hartel (en néerlandais Hartelkanaal) est un canal d'Europoort, aux Pays-Bas. Il relie le port Hartel, sur le Maasvlakte à la Vieille Meuse.

## Caractéristiques et historique
Le nom de ce canal a pour probable origine le toponyme d'un ancien lieu-dit, Hartel ou Haartel, faisant partie du territoire de Spijkenisse.
Les travaux de creusement et de terrassement du canal débutent dans la seconde moitié des années 1960 et prennent fin au début des années 1970. La voie d'eau artificielle est ouverte en juin 1973.

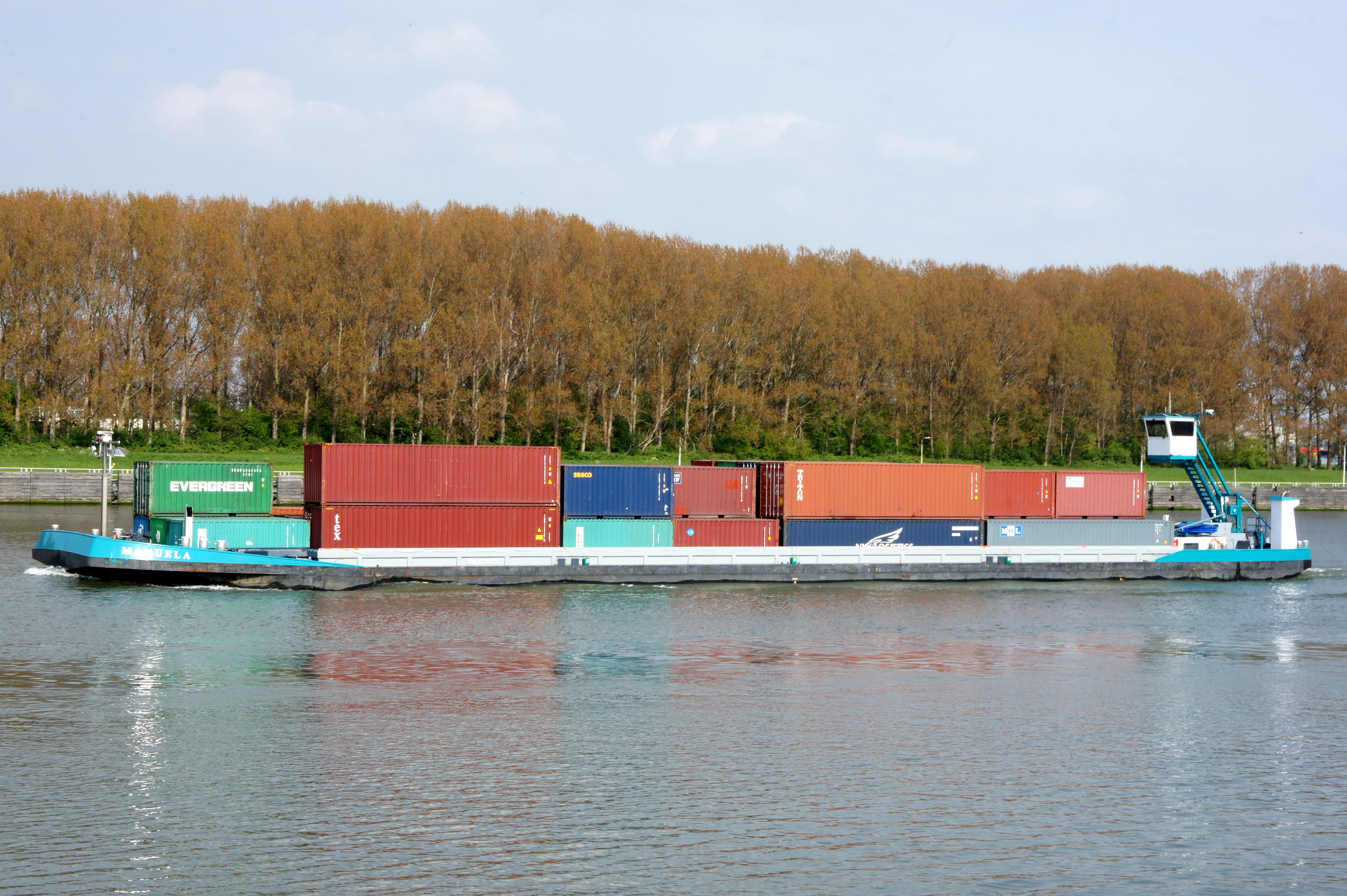
Une barge évoluant sur le canal Hartel.

Le Hartelkanaal est utilisé pour le poussage de barges depuis le bassin Europees Massagoed Overslagbedrijf (EMO), à l'extrémité occidentale d'Europoort, ainsi que depuis le bassin Ertsoverslagbedrijf Europoort (EECV) vers les industries métallurgiques allemandes.
Le canal a été conçu pour la navigation fluviale alors que le canal Caland l'a été pour la navigation maritime. Le canal Hartel est séparé de la Vieille Meuse par un complexe hydraulique constitué de deux écluses : la grande écluse Hartel (la Grote Hartelsluis), un ouvrage d'art érigé en 1967, s'élevant à une hauteur de 10,75 m (par rapport au référentiel NAP) et se déployant sur une longueur 280 m pour une largeur de 23,98 m et une profondeur de −5 m NAP, ; et par la petite écluse Hartel (la Kleine Hartelsluis), construite en 1950, ayant une longueur de 120 m et une largeur d'environ 12 m. Mis en œuvre dans le cadre du plan Delta, le Hartelkering, une digue mobile établie sur le canal entre l'extrémité sud-ouest de Rotterdam et la commune de Spijkenisse, vient protéger l'arrière-pays en cas de fortes tempêtes,.
Le parcours du canal évolue sur une longueur d'environ 23 km. La largeur de son lit s'échelonne entre un minimum de 101 m et un maximum de 143 m. Son niveau, d'une valeur moyenne de −0,30 m NAP, varie entre −0,50 m NAP, à sa cote la plus basse et −0,20 m à sa cote la plus élevée.
D'amont en aval, le canal Hartel est franchi par quatre ponts : le Suurhofbrug, s'élevant à 11,40 m de haut ; le Harkseabrug, de 10,85 m de haut ; le Hartelbrug, de 11,10 m de haut ; et enfin le Dintelhavenbrug, construction atteignant une hauteur de 10,65 m.
C'est un canal d'eau saumâtre soumis à la marée.

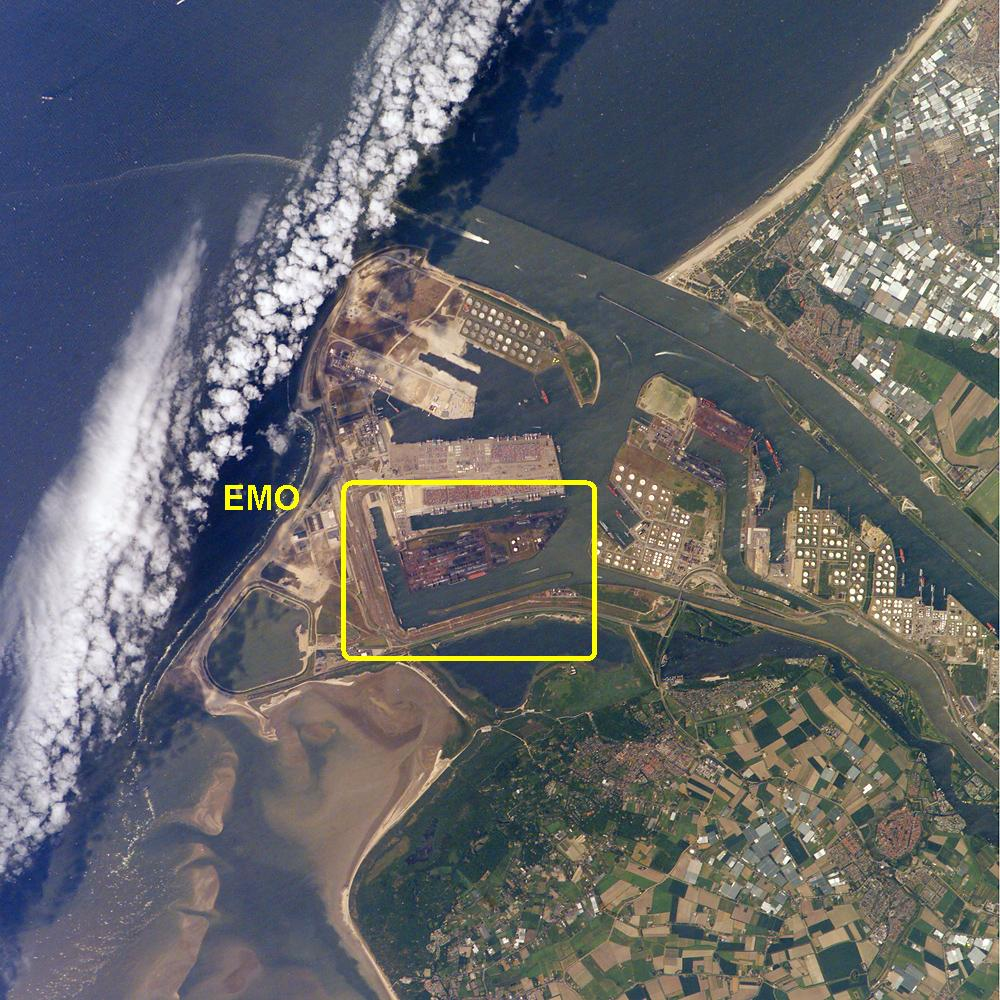
Bassin EMO à Maasvlakte (avant la construction du Maasvlakte 2).
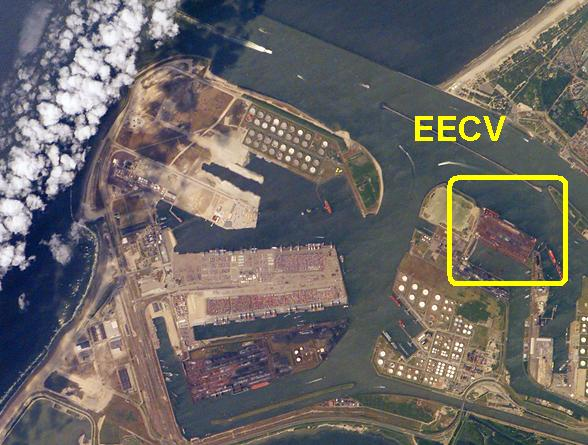
Bassin EECV à Europoort.

| Amazonehaven Canal Caland Europoort Maasvlakte Maasvlakte 2 Nieuwe Waterweg Neckarhaven Maeslantkering Septième port Pétrolier Dintelhaven Canal de Beer Canal Hartel Hartelhaven Maasgeul Slufter Alexiahaven Amaliahaven Arianehaven Margriethaven |

| Botlek Port du Lek Rijnhaven (Rotterdam) Achterhaven (Rotterdam) Port du Waal Nouvelle Meuse Seinehaven Brittanniëhaven Neckarhaven Canal Hartel Hartelkering Vieille Meuse Scheur Premier port Pétrolier Deuxième port Pétrolier Eemhaven Merwehaven Wijnhaven Oude Haven Haringvliet Port Royal Vulcaanhaven Maashaven |

## Pour approfondir